# Auriscalpium dissectum
Auriscalpium dissectum är en svampart som beskrevs av Maas Geest. & Rammeloo 1979. Auriscalpium dissectum ingår i släktet Auriscalpium och familjen Auriscalpiaceae.   Inga underarter finns listade i Catalogue of Life.